# La Princesse Tarakanova
Pour l’article homonyme, voir La Princesse Tarakanova (Flavitski).
Pour plus de détails, voir Fiche technique et Distribution.
La Princesse Tarakanova (titre original : Княжна Тараканова) est un film muet russe réalisé par Kaï Hansen et André Maitre, sorti en 1910.
Ce film d'avant la Révolution est une adaptation de la pièce éponyme d'Ippolit Chpajinski (ru).

## Fiche technique
- Titre : La Princesse Tarakanova
- Titre original : Княжна Тараканова
- Réalisation : Kaï Hansen et André Maitre
- Scénario : d'après la pièce de Ippolit Chpajinski (ru)
- Photographie :
- Montage :
- Producteur :
- Société de production : Pathé Frères (Moscou)
- Société de distribution :
- Pays de production :  Empire russe
- Langue : film muet avec les intertitres en russe
- Métrage : 420 mètres
- Format : Noir et blanc — 35 mm — 1,33:1 — Muet
- Genre : Film dramatique, Film historique
- Durée : 18 minutes
- Dates de sortie : 
  - Empire russe : 9 novembre 1910
  - Finlande : 21 novembre 1910

## Crédit d'auteurs
- (ru) Cet article est partiellement ou en totalité issu de l’article de Wikipédia en russe intitulé « Княжна Тараканова (фильм) » (voir la liste des auteurs).